# Krogulec białogardły
Krogulec białogardły (Tachyspiza luteoschistacea) – gatunek średniej wielkości ptaka drapieżnego z rodziny jastrzębiowatych (Accipitridae), zamieszkujący Archipelag Bismarcka. Narażony na wyginięcie. Nie wyróżnia się podgatunków.
MorfologiaJego grzbiet ma barwę szarą, klatka piersiowa i brzuch – białą z pomarańczowymi elementami. Osiąga długość 30–38 cm. Trudny do zidentyfikowania w związku z podobieństwem do krogulca rdzawobrzuchego (T. hiogaster).
WystępowanieJest endemiczny dla Archipelagu Bismarcka – występuje na wyspach Nowa Brytania i Umboi. Niepotwierdzone stwierdzenia także z Nowej Irlandii, prawdopodobnie jednak został pomylony z krogulcem trójbarwnym (A. brachyurus). Żyje w otwartych lasach do wysokości ok. 700 m n.p.m.
StatusMiędzynarodowa Unia Ochrony Przyrody (IUCN) od 2000 roku klasyfikuje krogulca białogardłego jako gatunek narażony (VU – vulnerable). Trend liczebności populacji uznaje się za spadkowy.